# Carnival Fascination
 (juillet 2010).
Le Carnival Fascination est un bateau de croisière appartenant à la compagnie de croisière Carnival Cruise Lines.
Le Carnival Fascination est le 4e bateau de la classe Fantasy de la société Carnival Cruise Lines, comme son sister-ship le Carnival Fantasy.
Il a officiellement été mis en service en 1994.
Ce bateau fut restauré en 2005, à la suite de son programme « evolution of fun », qui a pour but la rénovation des 8 navires de la classe Fantasy de la compagnie.

## Description
Le Carnival Fascination possède 10 ponts :
- Pont 1 - Riviera
- Pont 2 - Main
- Pont 3 - Upper
- Pont 4 - Empress
- Pont 5 - Atlantic
- Pont 6 - Promenade
- Pont 7 - Lido
- Pont 8 - Veranda
- Pont 9 - Sport
- Pont 10 - Sun

Il dispose de 14 ascenseurs, 12 bars, 3 piscines, 2 restaurants, garde d'enfants, service blanchisserie, location de smokings, internet café, 6 jacuzzis, infirmerie et service postal.
À l'intérieur des suites, différents services sont fournis, tels que : service de chambre, minibar, télévision, réfrigérateur et coffre-fort.
Les activités à bord sont nombreuses : comédie spectacles, casino, discothèque, piano-bar, salle de jeux, librairie, bibliothèque, sports et conditionnement physique, spa / salon de fitness, ping-pong, jeu de palet, aérobic, jogging, piscine, basket-ball, volley-ball et golf.

## Itinéraires
Le Carnival Fascination est actuellement basé à Jacksonville en Floride.
Ce navire réalise différents circuits :
|       | Jour 1       | Jour 2 | Jour 3 | Jour 4        | Jour 5 |
| ----- | ------------ | ------ | ------ | ------------- | ------ |
| Lieux | Jacksonville | En mer | Nassau | Half Moon Cay | En mer |

|       | Jour 1       | Jour 2   | Jour 3 | Jour 4 |
| ----- | ------------ | -------- | ------ | ------ |
| Lieux | Jacksonville | Freeport | Nassau | En mer |

|       | Jour 1       | Jour 2 | Jour 3   | Jour 4 | Jour 5 |
| ----- | ------------ | ------ | -------- | ------ | ------ |
| Lieux | Jacksonville | En mer | Key West | Nassau | En mer |

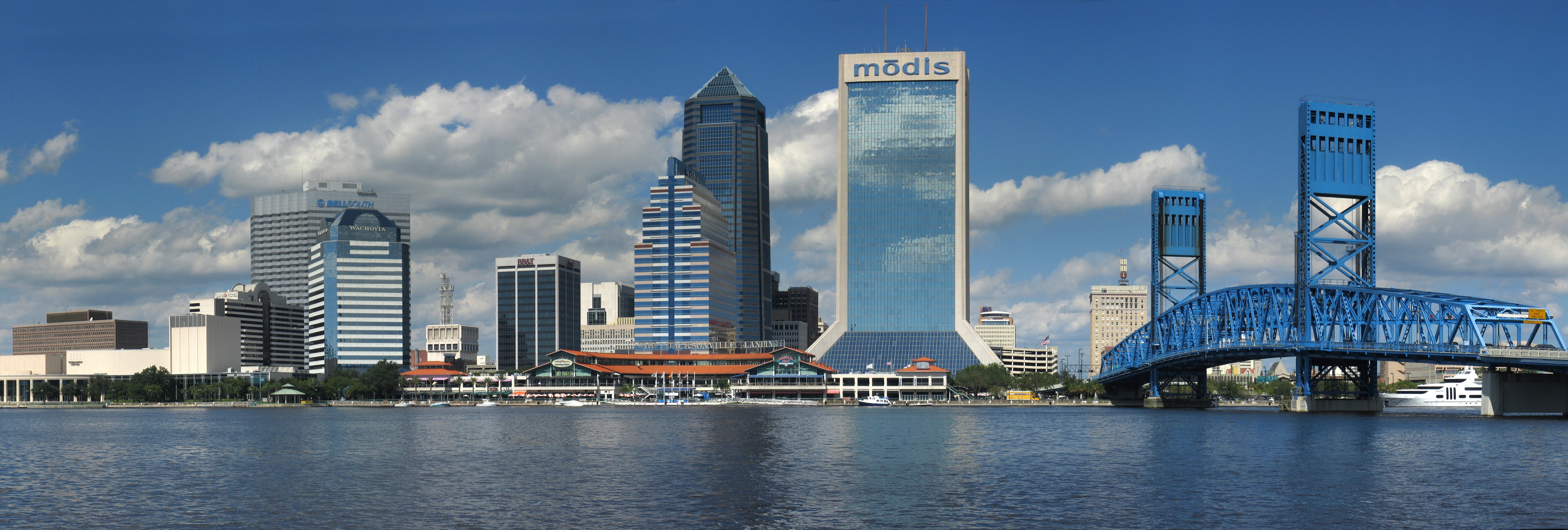
Le port de Jacksonville
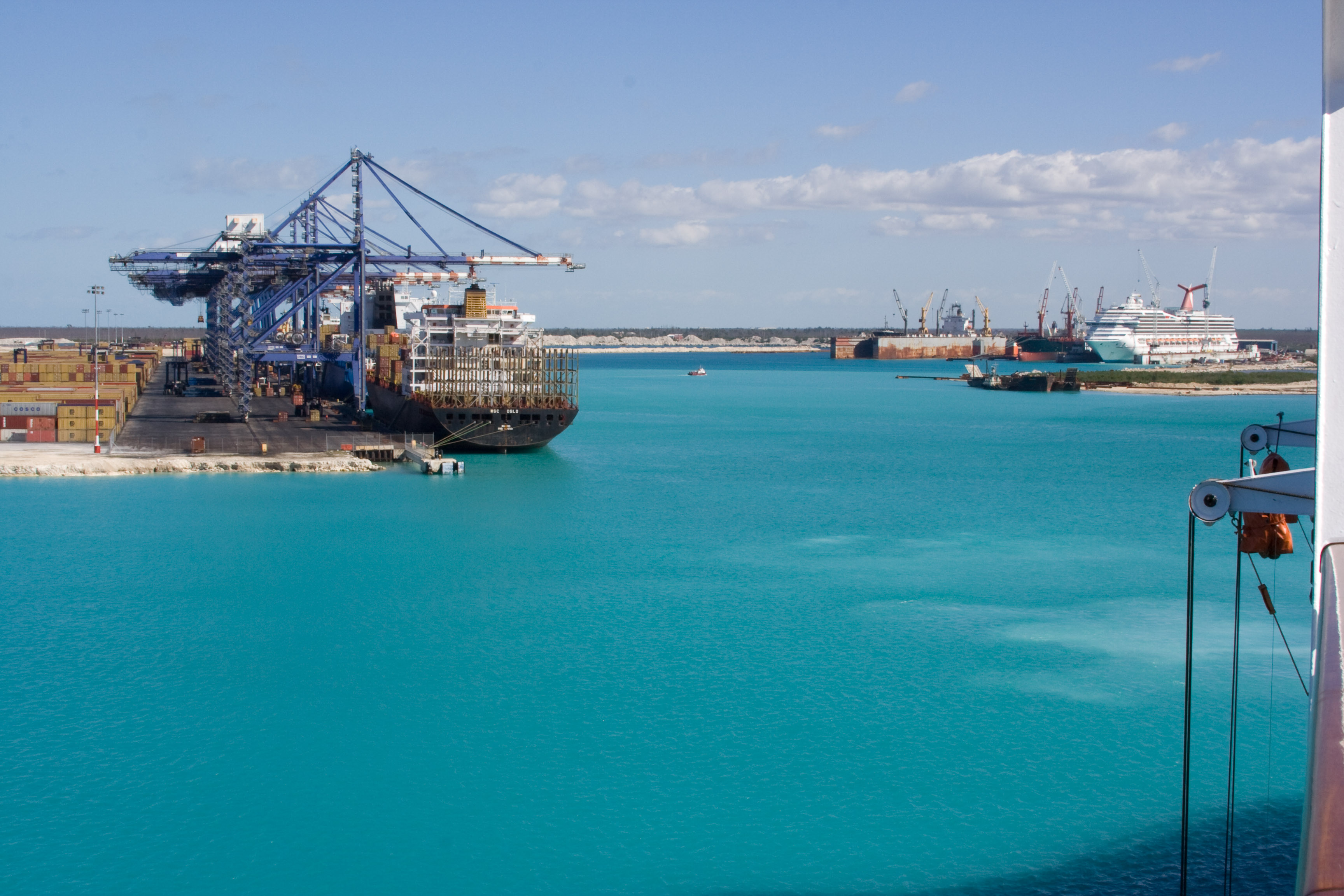
Port de Freeport
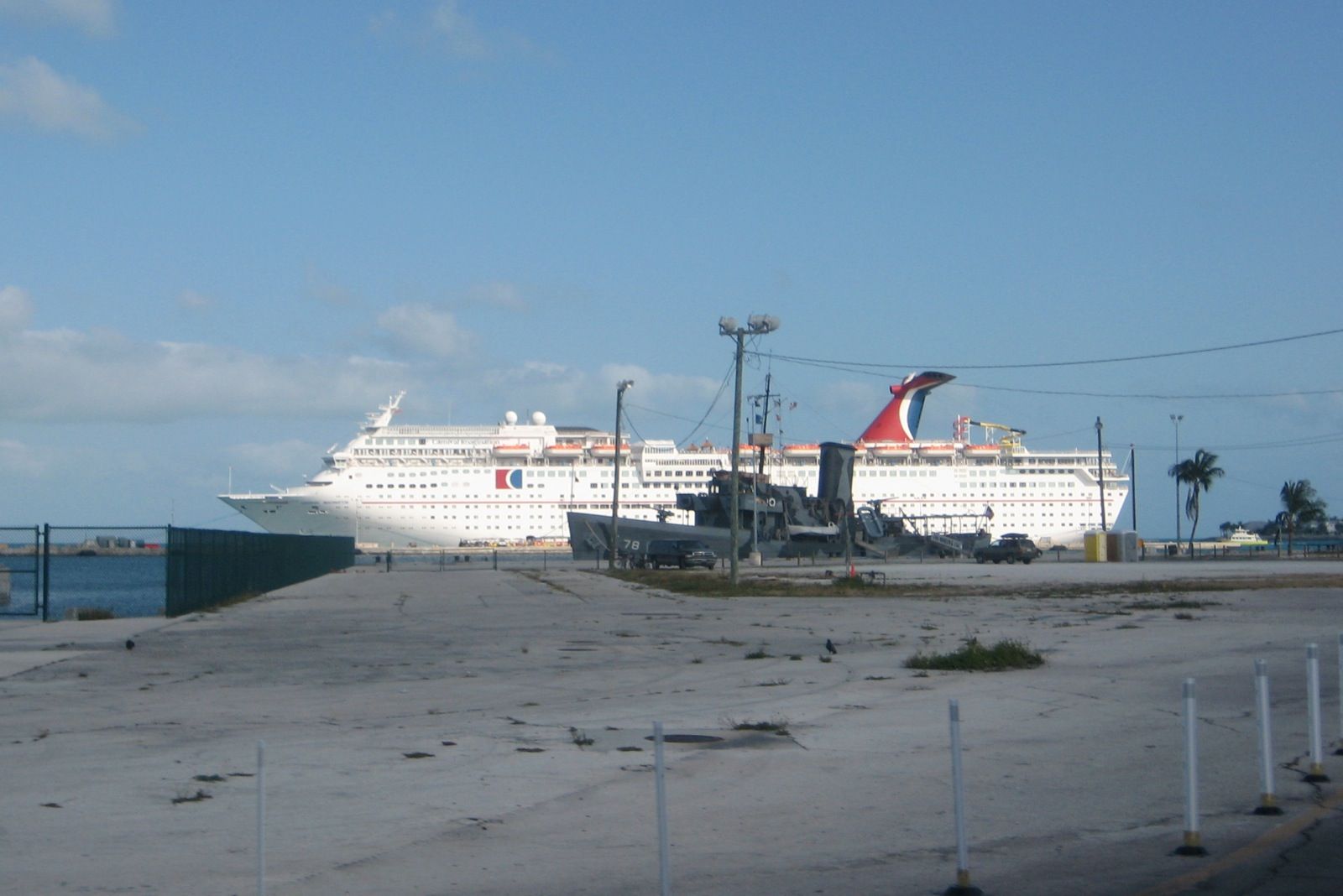
Le port de Key West
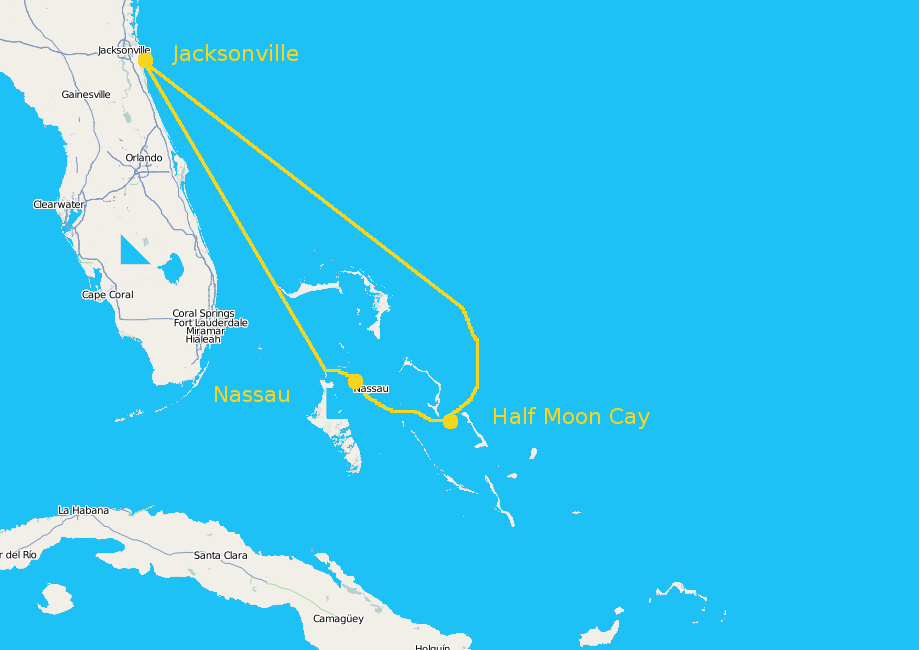
Le trajet de la croisière N°1 du Carnival Fascination
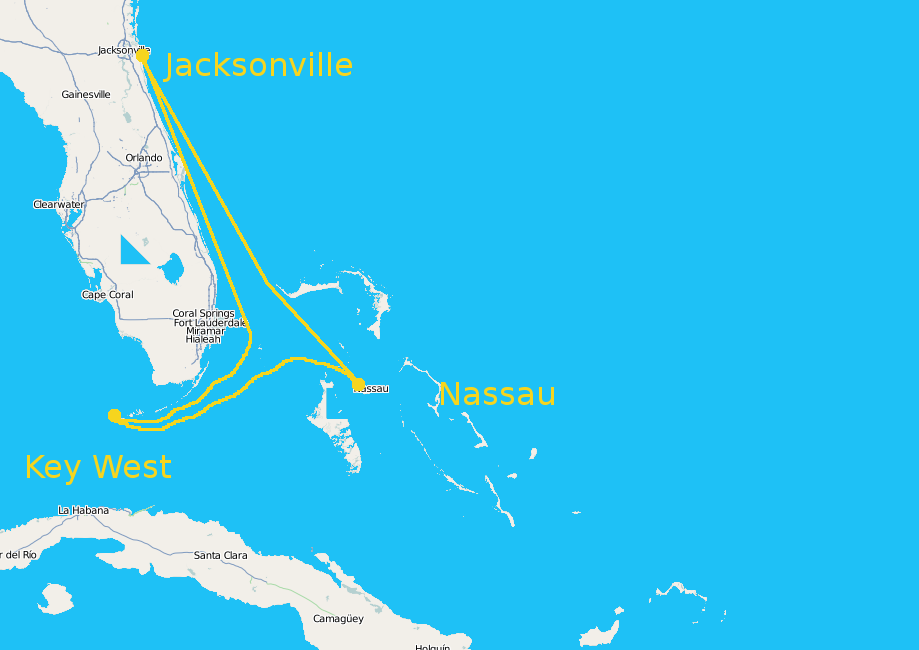
Le trajet de la croisière N°3 du Carnival Fascination

## Ponts

### Pont 1 - Riviera
Le pont "Riviera" est essentiellement constitué de cabines reparties comme suit :
- 152 des cabines de ce pont sont situées à l'extérieur :

18 disposent de vue sur l'extérieur grâce à un hublot et sont situées à l'avant du navire (En jaune sur l'image),
52 cabines disposent de vue sur mer, et sont situées à l'avant et à l'arrière du navire, (En mauve sur l'image),
82 disposent de vue sur mer et sont situées au centre du navire, (En bleu sur l'image).
- 104 à l'intérieur :

57 cabines sont situées au centre du navire, (En vert sur l'image),
57 cabines sont situées entre l'avant et l'arrière du navire. (En marron sur l'image).
Soit un total 256 cabines pour le pont "Riviera", elles sont numérotées de R1 à R256.

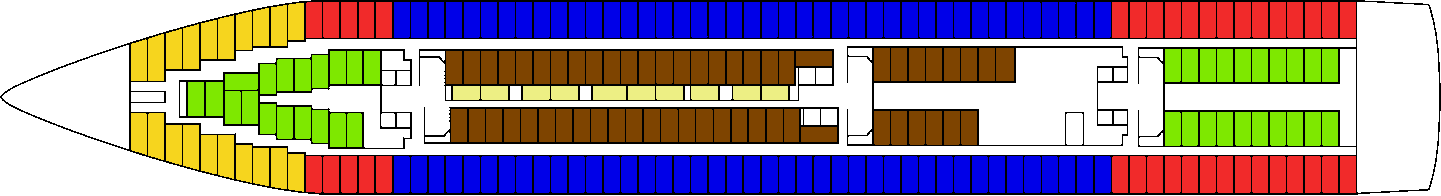
Le pont riviera du Carnival Fascination

### Pont 2 - Main
Le pont 2 est également constitué de cabines.

### Pont 3 - Upper
Le pont 3 est également constitué de cabines.

### Pont 4 - Empress
Le pont 4 est constitué de :
- Grand Atrium Plaza
- Café Internet
- Réception
- Bureau des excursions
- Galerie Photos

### Pont 5 - Atlantic
Le pont atlantic est constitué de :
- Théâtre Universe
- Boutiques
- Salles de Cartes
- Cleopatra's Bar
- Pavillion Room
- Restaurant Celebration
- Restaurant Jubilee

### Pont 6 - Promenade
Le pont 6 est lui constitué de :
- Théâtre Universe
- Video Arcade
- Sushi Bar
- Casino Club 21
- 21st Century Bar
- Via Marina Promenade
- Cats Lounge
- Discothèque Electricity
- Salle de Conférences
- Majestic Bar
- Clubs enfants
- The Forum, centre de conférences
- Piscine enfants

### Pont 7 - Lido
Ce pont est constitué de :
- The Patio
- Pool Bar & Snack Bar
- Piscine & Jacuzzis
- Restaurant Buffet Windows on the Sea
- Pizzeria

### Pont 8 - Veranda
Le pont Veranda est constitué de :
- Piscine
- Pool Bar

### Pont 9 - Sport
Le pont 9 est constitué de :
- Centre Fitness
- Spa & Salon de Beauté

### Pont 10 - Sun
Le pont 10 est constitué d'un parcours de jogging